# Marie Brackenbury
Pour les articles homonymes, voir Brackenbury.
Marie Venetia Caroline Brackenbury (1866-1950) est une peintre et suffragette britannique. Elle a été emprisonnée pour avoir manifesté pour les droits des femmes. Elle a suivi l'exemple d'Emmeline Pankhurst alors qu'elle devenait plus militante (et perdait d'anciens collègues). Sa maison était connue sous le nom de « Mouse Castle » parce qu'elle abritait des grévistes de la faim. La maison possède désormais une plaque qui rappelle le trio de sa sœur, sa mère et Marie. Elle était la sœur cadette de Georgina Brackenbury, également peintre et militante suffragette.

## Biographie
Brackenbury est née en 1866. Son père, le major-général Charles Booth Brackenbury, était directeur du collège d'artillerie de Woolwich. Elle a été élevée par une cousine par alliance, la future journaliste Flora Shaw. En 1890, la famille s'installe à Kensington après la mort de leur père. Ses parents avaient tous deux des intérêts artistiques et Marie (et Georgina) sont allées à la Slade School of Art où elle s'est spécialisée dans les paysages. 
Sa mère s'était intéressée aux droits des femmes et, en 1907, elle a rejoint la Women's Social and Political Union (WSPU) de plus en plus radicale. Marie et sa sœur ont également rejoint la WSPU. Marie a dit qu'elle était impressionnée par la « féminité » d'Emmeline Pankhurst. Elles ont transformé leurs ateliers en salles de classe où ils formeraient les femmes à la prise de parole en public et plus tard à la création de l'art des suffragettes. En 1908, elle a créé un dessin animé intitulé "This is the House that Men Built" (C'est la maison que les hommes ont construite). En 1911, ils créent un costume de Jeanne d'Arc pour une démonstration. Marie était particulièrement connue pour la peinture de rue (en) où elle dessinait à la craie les chaussées pour annoncer les événements de la WSPU,.

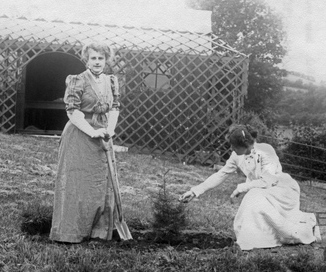
Marie et Georgina Brackenbury à Eagle House, lieu de repos des suffragettes, en 1909.

Georgina et Marie ont été condamnées à six semaines de prison après avoir rejoint une opération de la WSPU à la Chambre des communes. C'était le « raid du pantechnicon » lorsqu'un fourgon de meubles (pantechnicon) servait de « cheval de Troie » pour amener vingt suffragettes à la Chambre des communes. Une fois la porte ouverte, Marie et Georgina rejoignirent les nombreuses personnes qui tentaient de se frayer un chemin dans le hall. 

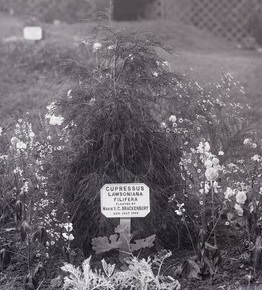
La plaque indique "Planté par Marie V.C. Brackenbury le 22 juillet 1909"

Leur emprisonnement les qualifia toutes les deux pour qu'un arbre commémoratif soit planté au Suffragette's Rest à Somerset le 22 juillet 1910. Le Suffragette's Rest était le surnom de la maison de Mary Blathwayt à Eagle House, où ses parents se sont également livrés à leur enthousiasme WSPU. Ses parents avaient mis de côté des terres pour planter un arbre individuel pour chaque membre de la WSPU condamné à la prison. La plantation a ensuite été photographiée par le père de Mary. L'arbre et les photographies ont enregistré leurs réalisations.
En 1912, sa mère, Hilda, est arrêtée pour bris de vitres. Sa mère a souligné que deux de ses fils avaient été tués en Inde alors qu'ils étaient en service actif alors qu'elle avait peu de droits politiques. Sa mère a purgé huit jours de détention provisoire et quatorze jours de prison malgré ses 80 ans. Sa mère a été invitée à parler au pavillon de Londres lorsqu'elle a été libérée en avril 1912. 
En 1913, le gouvernement a adopté la loi sur les prisonniers (sortie temporaire pour maladie) qui a donné aux autorités le pouvoir de libérer les suffragettes en grève de la faim, puis de les arrêter à nouveau lorsqu'elles se sont rétablies. Elle était connue sous le nom de "Loi sur le chat et la souris" parce que les chats sont connus pour jouer avec les souris avant de les tuer. La maison de Marie au 2 Campden Hill Square a été utilisée comme maison de convalescence pour récupérer les grévistes de la faim et a été surnommée "Mouse Castle".

## Mort et héritage
Brackenbury est morte en 1950 sans parents proches. Elle a laissé sa maison à une association caritative. La maison du 2 Campden Hill Square a une plaque qui rappelle le trio de sa sœur, sa mère et Maria. 